# Плахо-Петровка
Пла́хо-Петро́вка (укр. Плахо-Петрівка) — село, относится к Белокуракинскому району Луганской области Украины.
Население по переписи 2001 года составляло 299 человек. Почтовый индекс — 92231. Телефонный код — 6462. Занимает площадь 3,567 км². Код КОАТУУ — 4420987705.

## Местный совет
92230, Луганська обл., Білокуракинський р-н, с. Просторе  (укр.)